# Za rękę
Za rękę – singel polskiego piosenkarza Dawida Kwiatkowskiego. Singel został wydany 8 października 2024.
Kompozycja znalazła się na 21. miejscu listy OLiA, najczęściej odtwarzanych utworów w polskich rozgłośniach radiowych.

## Geneza utworu i historia wydania
Utwór napisali i skomponowali Dawid Kwiatkowski, Dominic Buczkowski-Wojtaszek i Patryk Kumór, natomiast za produkcję piosenki odpowiada Hotel Torino.
Singel ukazał się w formacie digital download 8 października 2024 w Polsce za pośrednictwem wytwórni płytowej DB4 Management w dystrybucji Warner Music Poland.
31 grudnia 2024 wystąpił z piosenką podczas Sylwestrowej Mocy Przebojów organizowanej w Toruniu i emitowanej na antenie stacji Polsat.

## „Za rękę” w stacjach radiowych
Nagranie było notowane na 21. miejscu w zestawieniu OLiA, najczęściej odtwarzanych utworów w polskich rozgłośniach radiowych.

## Teledysk
Do utworu powstał teledysk w reżyserii Mikołaja Matyjaska, który udostępniono w dniu premiery singla za pośrednictwem serwisu YouTube.

## Lista utworów
- Digital download[2]

1. „Za rękę” – 2:56

## Notowania

### Pozycja na liście airplay
| Kraj   | Lista (2024)                   | Najwyższa pozycja |
| ------ | ------------------------------ | ----------------- |
| Polska | OLiS – oficjalna lista airplay | 21                |

## Wyróżnienia
| Rok  | Konkurs                  | Kategoria    | Rezultat    |
| ---- | ------------------------ | ------------ | ----------- |
| 2024 | Przebój roku RMF FM 2024 | Przebój roku | 37. miejsce |